# 高田好胤
高田 好胤（たかだ こういん、1924年（大正13年）3月30日 - 1998年（平成10年）6月22日）は、法相宗の僧。薬師寺元管主。法相宗管長。分かりやすい法話により「話の面白いお坊さん」、「究極の語りのエンタテイナー」とも呼ばれ、そこから百万巻写経勧進の道を切り開いて金堂、西塔など薬師寺の伽藍の復興に道筋をつけるなど、薬師寺の再生に生涯をささげた。

## 生涯
大阪市出身。俗名は高田好一。裕福な家庭に生まれたが、11歳のとき証券会社勤務の父を肺結核で失い困窮した。母方の実家は東大寺龍蔵院で、知人だった薬師寺の管主橋本凝胤が弟子として好胤を引き取った。凝胤の教育は厳しかった。幼少期、友人宅に呼ばれて遊びに行ったとき、レコードで浪曲の「清水港は鬼より怖い、大政・小政の声がする」というくだりを耳にして、薬師寺にはもっと怖い鬼（橋本凝胤）がいると思ったという。夕食後の読経の練習のとき居眠りするとよく火箸でたたかれた。しかし、一方で遠足、運動会のときに弁当を作ってくれるような愛情も持っていたという。旧制奈良県立郡山中学校（現・奈良県立郡山高等学校）を経て龍谷大学（旧制）に進学し、1946年に龍谷大学仏教学科を卒業。大学での一期先輩に融通念仏宗管長の倍巌良舜がいる。また、深浦正文に師事して唯識思想を分かりやすく説明する手法を身につけた。
1949年、好胤は副住職に就任。当時の薬師寺は、老朽化が進んで荒れるに任せる状態であった。好胤は「仏法の種をまくことが自分の使命」であると考え、修学旅行の生徒達への法話に力を入れた。18年もの間の長きにわたり、そのユーモアたっぷりで分かりやすい法話は「青空法話」とも呼ばれて人気を呼び、高田の法話を聞いた生徒は、一説には600万人以上にものぼるという。法話は薬師寺境内のみならず、東京の三越劇場などでも行われた。その話術は、のちの人間国宝である落語家の三代目桂米朝も参考にしたほどであった。
1967年、好胤が管主に就任すると金堂の再建を志し、ついで西塔、中門、回廊などを次々と再建した。特に西塔の再建については強い世論の反対があったが小説家でフランス文化相だったアンドレ・マルローの賛意を背景に実現した。その是非については現在も議論が分かれている。再建費用は大きな課題であった。金堂の再建だけでも約10億円が必要だったが檀家組織を持たない薬師寺にはその負担をするのは困難であった。そこで高田は全国の篤志の人々から一人1000円の写経納経の供養料を集める勧進を行い、これを賄おうと考えた（写経勧進）。一人1000円では100万人の写経が必要であった。当初は一年に一万巻しか集まらなかった。好胤は全国、800以上の市町村で8000回におよぶ講演をして周った。好胤の書籍出版が好調だったこと、三越百貨店での月光菩薩展示も追い風となった。これによって復興事業は一挙に進んだ。1976年には念願の100万巻が達成され、同年、金堂が再建された。その後も写経勧進は進み、1997年には600万巻にのぼった。写経勧進は現在も薬師寺の大きな柱の一つとなっている。好胤の没後、大講堂が落成している。建物の再建には法隆寺の宮大工として知られる西岡常一が当り、千年先のことまで考えて建てたという。金堂にコンクリートを使うべきかどうかで行政当局と論争になった。西岡はコンクリートは300年しか持たないが、木は1000年持つと主張したが、結局一部コンクリートを使うことになった。
太平洋戦争における戦没者慰霊にも熱心で各地の戦跡で法要して回った。また、日本を守る国民会議代表委員も務めた。1996年11月に薬師寺で法話中に脳梗塞の症状が現れて一線を離れ、胆石の悪化を併発させて1998年6月22日に胆嚢癌のため死去。死後、母校の龍谷大学から龍谷賞が贈られた。

## 米朝に一本取られる
好胤の話術について米朝は「人を自分の畑に引き込む力、その要領を教わった」と評価し、前述のように大いに参考にして自分の芸に取り入れていった。その米朝が「師」の好胤をうまくやり込めたことがある。
米朝が薬師寺を訪問した時のこと、床の間にあった、凝胤の書による「本来無一物」の掛け軸が目に留まった。米朝はしきりに無心したが、好胤は相手が誰であろうと譲れないとかたくなに断った。ところが、米朝がここで「本来無一物。これが僧のあるべき姿では」とたたみかけたところ、さしもの好胤も一本取られたのか返答に詰まり、掛け軸は米朝に譲渡された。
その後、米朝の手に渡った掛け軸だが直系の弟子達が関心を示さない中、桂枝雀の弟子である(米朝から見て孫弟子)桂南光が「本来無一物」の意味と入手の経緯を米朝から聞き、非常に関心を示したことから死後の贈与を約束された。
米朝の死後、米朝の実子である桂米團治から約束通り南光へ贈られた。

## 略歴
- 1935年 薬師寺入寺 。橋本凝胤に師事。
- 1946年 龍谷大学仏教学科卒業。
- 1949年 薬師寺副住職。
- 1967年 薬師寺管主、法相宗管長に就任。金堂復興を発願。
- 1968年 写経勧進始まる。
- 1976年 100万巻の写経集まる。金堂復興。
- 1981年 西塔再建。
- 1984年 中門落成。
- 1991年 玄奘三蔵伽藍を造営。
- 1997年 写経勧進六百万巻を達成。
- 1998年 死去。後任の管主には松久保秀胤が就任。
- 2003年 大講堂落成。

## 著書
- 「心―いかに生きたらいいか」徳間書店、1969　のち文庫
- 道 本当の幸福とは何であるか 徳間書店 1970　のち文庫
- 愛に始まる "人間らしさ"の回復を求めて 徳間書店 1971　のち文庫
- 情 価値ある人生を求めて 徳間書店 1972　のち文庫
- 心をむすぶ 毎日新聞社 1973
- 色即是色 物で栄えて心で滅びぬために 徳間ブックス 1973
- 慈悲心 激動の世の中の幸福とは何か 徳間ブックス 1975
- 心 第2集 (曲り角に立つ日本人) 徳間書店 1976　のち文庫
- 日本人らしく 忘れた涙をとり戻せ 徳間書店 1976　のち文庫
- 母 父母恩重経を語る 現代史出版会 1976　のち角川文庫、徳間文庫
- 薬師寺への誘い 講談社文庫 1977 編著・野上透/写真
- 出会いと別れ この人々の生き方を見よ 徳間書店 1978.12
- 己に克つ 1980.8 角川文庫　のち徳間文庫
- 三人の天使 好胤説法二十章 講談社 1983.4　のち文庫
- 観音経法話 長行の巻 講談社 1984
- 観音経法話 偈頌の巻 講談社 1985.9
- 親の姿子の心 講談社 1986.11　のち文庫
- ガンダーラ大唐西域記の旅 副島泰写真 講談社 1988.12
- インドの仏蹟 大唐西域記の旅 副島泰写真 講談社 1990.12
- 悟りとは決心すること 講談社 1993.2
- まごころ説法 主婦と生活社 1993.9　のち徳間文庫
- 心のことば 好胤詞花集 徳間オリオン 1994.1
- 薬師寺・好胤説法 学生社 1999.6
- 高田好胤「仏法」を説く 学生社 2000.12
- 生きいきて、逝くヒント 阪急コミュニケーションズ 2006.8
- 好胤のことば 高田都耶子編 学生社 2011.6
- 月に架かる虹 戦没者慰霊の旅 芸術新聞社 2015.9

## 共著編
- 怪獣コダ 花岡大学文 福田庄助絵 徳間書店, 1974. とくまの創作絵本
- 渇愛の時代 対談 村松剛 読売新聞社 1974　「仏教と日本人」角川文庫
- 金のむぎ 花岡大学文 徳間書店 1974 とくまの創作絵本
- 五百本の矢 花岡大学 文 久米宏一絵 徳間書店 1974. とくまの創作絵本
- 薬師寺への誘い 野上透撮影 1977.9 講談社文庫
- 薬師寺 山田法胤共著 学生社 1980.2
- 唯識講聞き書き 高田好胤管長 藤井覺田著 中山書房仏書林 2000.9

### サイト
- “高田好胤 - 最小の効果のために最大の努力を惜しまない 大衆とともにあり 伽藍復興に生涯を賭ける”. 龍谷 2008 No.66 - 龍谷人偉人伝 卒業生をたずねて.   龍谷大学. 2014年9月9日閲覧。

### 印刷物
- 桂米朝『桂米朝 私の履歴書』日本経済新聞出版社、2007年。ISBN 978-4-532-19393-5。